# Ozzfest

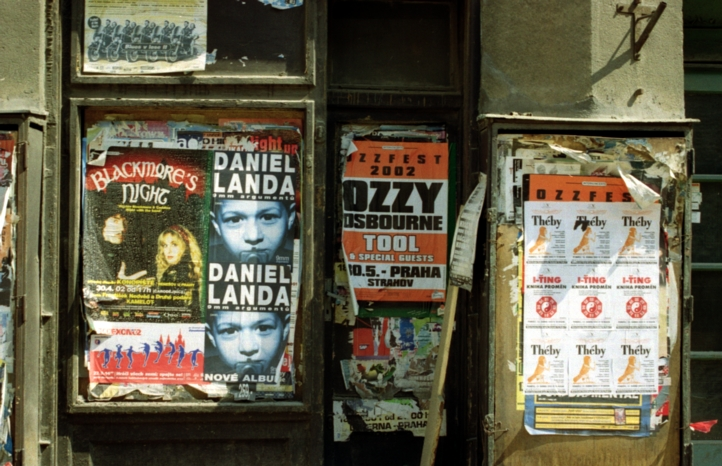
Plakát Ozzfestu 2002 v Praze

Ozzfest je každoroční cyklus několika desítek koncertů (v roce 2005 - 26) skupin, které hrají Heavy Metal, Hard Rock, Death Metal, Hardcore a Nu Metal, uskutečňují se v USA a v Evropě. Organizátory jsou Ozzy Osbourne a jeho manželka Sharon.
Koncerty jsou tradičně na dvou pódiích. Na hlavním vystupují přední světové skupiny, na pódiu druhém skupiny méně známé.
V roce 2005 festival začal 15. července v Bostonu a trval až do 4. srpna, cyklus skončil koncertem ve West Palm Beach na Floridě.

## Účinkující na Ozzfestu

### 1996
Ozzy Osbourne, Slayer, Danzig, Sepultura, Fear Factory, Biohazard, Neurosis, Earth Crisis, Powerman 5000, Coal Chamber, Cellophane

### 1997
Black Sabbath, Marilyn Manson, Pantera, Type O Negative, Fear Factory, Machine Head, Powerman 5000, Coal Chamber, Slo Burn, Drain sth, downset., Neurosis, Vision of Disorder

### 1998
Ozzy Osbourne, Tool, Megadeth, Limp Bizkit, Soulfly, Sevendust, Coal Chamber, Motörhead, System of a Down, Melvins, Incubus, Snot, Life of Agony, Kilgore, Ultraspank, Monster Voodoo Machine

### 1999
Black Sabbath, Rob Zombie, Deftones, Slayer, Primus, Godsmack, System of a Down, Fear Factory, Static-X, Slipknot, Hed Planet Earth, Flashpoint, Pushmonkey, Drain sth, Apartment 26, Puya

### 2000
Ozzy Osbourne, Pantera, Godsmack, Static-X, Incubus, Methods of Mayhem, P.O.D., Queens of the Stone Age, Soulfly, Kittie, Disturbed, Taproot, Slaves on Dope, Reveille, Shuvel, Primer 55, Apartment 26, Deadlights, Pitchshifter, Black Label Society

### 2001
Black Sabbath, Marilyn Manson, Slipknot, Papa Roach, Linkin Park, Disturbed, Crazy Town, Zakk Wylde's B.L.S., Mudvayne, Union Underground, Taproot, Systematic, Godhead, Nonpoint, Drowning Pool, Spineshank, Hatebreed, Otep, No One, Pressure 4-5, American Head Charge, Pure Rubbish, Beautiful Creatures

### 2002
Ozzy Osbourne, System of a Down, Rob Zombie, P.O.D., Drowning Pool, Adema, Black Label Society, Down, Hatebreed, Meshuggah, Soil, Flaw, 3rd Strike, Pulse Ultra, Ill Niño, Andrew W.K., Glassjaw, The Used, Sw1tched, Otep

### 2003
Ozzy Osbourne, Korn, Marilyn Manson, Disturbed, Chevelle, The Datsuns, Cradle of Filth, Voivod, Hotwire, Shadows Fall, Grade 8, Twisted Method, Nothingface, Killswitch Engage, Unloco, Depswa, Motograter, Sworn Enemy, Revolution Smile/Chimaira, Endo, Memento, E Town Concrete

### 2004
Black Sabbath, Judas Priest, Slayer, Dimmu Borgir, Superjoint Ritual, Black Label Society, Slipknot, Hatebreed, Lamb of God, Atreyu, Bleeding Through, Lacuna Coil, Every Time I Die, Unearth, God Forbid, Otep, Devil Driver, Magna-Fi, Throwdown, Darkest Hour

### 2005

#### Hlavní pódium
Black Sabbath, Iron Maiden (15. července – 20. srpna), Mudvayne, Shadows Fall, Black Label Society, In Flames, Velvet Revolver (23. srpna – 4. září), Slipknot (jen 20. srpna)

#### Druhé pódium
Rob Zombie, Killswitch Engage, As I Lay Dying, Mastodon, A Dozen Furies, The Haunted, Arch Enemy, The Black Dahlia Murder, Bury Your Dead, It Dies Today, Soilwork, Trivium, Gizmachi, Wicked Wisdom

### 2006
Ozzy Osbourne, System of a Down, Disturbed, Hatebreed, Lacuna Coil, Black Label Society, Atreyu, Unearth, Bleeding Through, Norma Jean, Walls of Terichs, HeRedChord, A Life Once Lost, Strapping Young Lad, All That Remains, Full Blown Chaos, Between the Buried and me

### 2007
Ozzy Osbourne, Lamb of God, Static X, Lordi, Hatebreed, Behemoth, DevilDriver, Nile, Ankla, The Showdown, 3 Inches of Blood, Daath, In This Moment, Chthonic, Black Tide